# 20e congrès national du Parti communiste chinois
Le vingtième congrès national du Parti communiste chinois (en chinois 中国共产党第二十次全国代表大会) s'ouvre le 16 octobre 2022. Celui-ci succède au 19e congrès national.
À l’issue de ce congrès, Xi Jinping est  réélu pour un troisième mandat en tant que secrétaire général du PCC, comme le permet la Constitution depuis sa modification en mars 2018 par l'Assemblée nationale populaire,. Selon certains médias, le dirigeant chinois pourrait également rétablir la fonction de président du Comité central, supprimée en 1980 au sein du Parti et officiellement en 1982.
Les principaux enjeux, au-delà de la réélection assurée de Xi Jinping, concernent le renouvellement ou la stabilité dans l'élection du nouveau Comité permanent élu, ainsi que le nom du successeur du Premier ministre, puisque Li Keqiang doit prendre sa retraite en mars 2023.
L'ordre du jour est que le secrétaire général Xi Jinping donne un rapport de travail lors de la session au nom du 19e comité central. Le congrès élit notamment le 20e comité central et ce dernier élit ensuite les membres du Bureau politique et son Comité permanent.

## Contexte

### Amendement de la Constitution

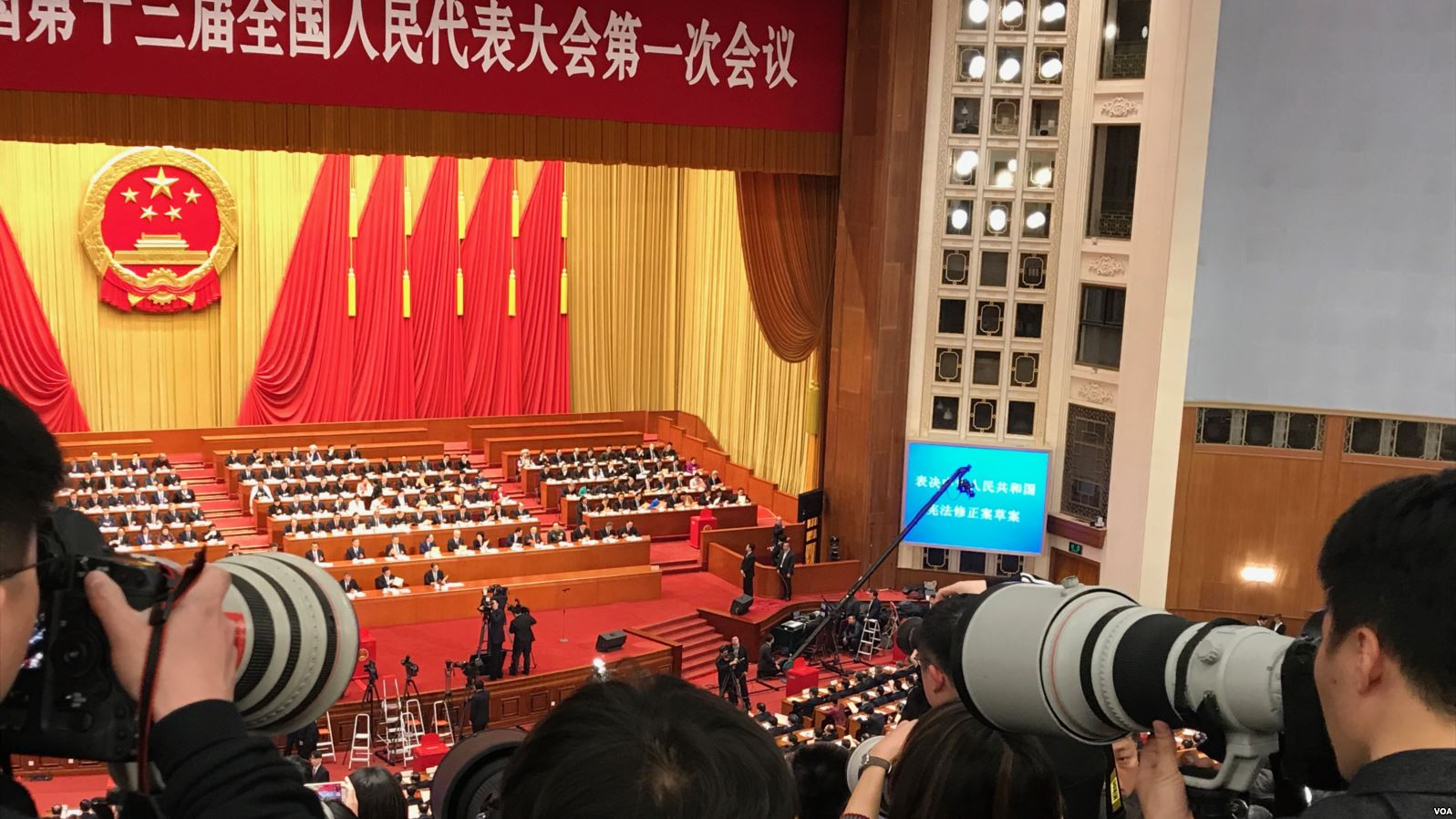
1re session de l'Assemblée nationale populaire entre le 5 et 20 mars 2018.

L'amendement de la Constitution adopté lors de la première session de la XIIIe Assemblée nationale populaire le 11 mars 2018, supprime l'alinéa 3 de l'article 79, selon lequel le président ne peut exercer que deux mandats consécutifs,. Les deux autres postes importants occupés par Xi Jinping, secrétaire général du PCC et président de la Commission militaire centrale, n'ont aucune restriction à la réélection.
À la suite de la suppression de cet article, deux scénarios semblent se dessiner : soit Xi Jinping continue d'exercer simultanément les fonctions de secrétaire général du parti et de président chinois, soit, lors de ce 20e congrès ou en 2023, le dirigeant chinois peut décider de changer le système de direction du Parti communiste chinois, avec le rétablissement de la fonction de président du Comité central et la nomination d'un nouveau secrétaire général, sous la direction du président du parti,.

### Résolution historique et culte de la personnalité
En novembre 2021, lors de la sixième session du 19e comité central du Parti communiste chinois, le parti a adopté la troisième résolution historique, qui est la résolution de plusieurs questions historiques du parti depuis la fondation de la république populaire de Chine[pas clair]. Elle est la démonstration de la volonté de Xi Jinping de renforcer son culte de la personnalité, de placer sa position au-dessus de Jiang Zemin et de Hu Jintao, et ainsi de se juxtaposer directement à Mao Zedong et Deng Xiaoping,, démontrant un signe supplémentaire de la volonté de Xi de se faire réélire.

### Guerre russo-ukrainienne et tensions avec Taïwan
La future réélection de Xi Jinping est affectée par des événements majeurs. L'invasion de l'Ukraine par la Russie en février 2022 a soulevé des questions sur les relations sino-russes que Xi soutient. En mars, lors du confinement de Shanghai, la politique et stratégie zéro Covid de Xi Jinping a été considérée par le professeur Minxin Pei, qui étudie la politique chinoise au Claremont McKenna College, comme un affaiblissement du pouvoir direct du secrétaire général. Il y a également une analyse[De qui ?] selon laquelle la politique de stratégie zéro Covid est la méthode de Xi Jinping pour tester si les dirigeants locaux et à tous les niveaux sont obéissants et répriment le peuple.
Le 10 juillet, des protestations et des manifestations ont éclaté à Zhengzhou et devant la Banque populaire de Chine et provoqué des conflits physiques, ce qui a suscité une inquiétude et un potentiel impact politique négatif sur Xi Jinping,. En août, Nancy Pelosi, la présidente de la Chambre des représentants des États-Unis , a effectué une visite officielle à Taïwan et certains médias ont analysé que cela aurait potentiellement un impact sur la situation politique du 20e congrès national,.

### Critiques et luttes internes
Pourtant[Quoi ?], le Congrès national donne lieu à des critiques par certains courants au sein du parti et envers Xi Jinping, car celui-ci ne fait pas l'unanimité, notamment dans sa gestion de la guerre russo-ukrainienne, la stratégie de zéro Covid, jugée par certains comme « intransigeante », en particulier à Shanghai, et les tensions internes entre les courants au sein du Parti communiste que va révéler ce congrès, analysé par l'expert Alex Payette[Quoi ?].
L'élément révélateur de ces différents courants interne reste les événements qui ont précédé la convocation du Congrès, avec la réunion du Bureau politique le 30 août, fixant les dates du Congrès, et une nouvelle réunion de ce même Bureau le 9 septembre, dévoilant un compte-rendu particulier[évasif].
Comme l'analyse Alex Payette, le compte-rendu du 9 septembre diffère de[évasif] celui du 30 août, confirmant une forme de compromis et de double discours entre les pro et anti-Xi au sein du parti. Toujours selon Payette, le rapport qui servira de ligne directrice au Congrès n’a pas encore été approuvé par l'ensemble des courants. Le point d'équilibre ne semble donc pas avoir été atteint entre les pro et anti-Xi, et il semble loin de faire l'unanimité.

## Processus électoral interne et représentants au Congrès

### Organisation par le Comité central
Le 18 novembre 2021, le Comité central du Parti communiste chinois a publié l'« Avis sur l'élection du 20e Congrès national du Parti ». Le gouvernement central a déterminé un total de 2 300 représentants au 20e Congrès, qui seront élus par 38 unités électorales à travers le pays.
L'avis stipulait que les représentants du 20e Congrès devaient être des « membres éminents du Parti communiste », « pour contrôler strictement la politique et l'intégrité des candidats, et optimiser davantage la structure représentative; La méthode de délibération et de niveau par une sélection au niveau sera effectuée, les députés seront élus au scrutin différentiel , et le taux d'élection différentielle sera supérieur à 15 %, il commence aujourd'hui et se termine fin juin 2022 ». Le processus électoral s'est finalement poursuivi jusqu'en juillet.
Le Département de l'organisation du Comité central du Parti communiste chinois a ensuite tenu une réunion pour organiser l'élection du 20e Congrès national du Parti communiste chinois. Le responsable du Département de l'organisation du Comité central du PCC a été interviewé par un journaliste de l'agence de presse Xinhua sur des questions liées à l'élection des représentants au 20e Congrès national du Parti communiste chinois.
Le 15 avril 2022, Xi Jinping a lancé la première consultation en ligne pour le Congrès national de l'histoire du Parti communiste chinois,.

### Processus électoral
Par rapport à l'élection précédente, certaines circonscriptions ont été fusionnées lors de cette élection : les organes relevant du gouvernement central et centraux de l'État ont été fusionnés dans la circonscription des « organes centraux et d'État», l'Armée populaire de libération et la Police armée ont été fusionnées dans la circonscription « Armée de libération et Police armée ». Le nombre total de circonscriptions est passé de 40 à 38.
Du 21 au 22 avril 2022, lors de la réunion électorale de la délégation de la région autonome zhuang du Guangxi qui s'est tenue à Nanning, l'actuel secrétaire général Xi Jinping a été élu représentant du Guangxi qui a participé au 20e congrès national du Parti communiste chinois à l'unanimité.

## Influence sur le Congrès

### Propagande politique
À la veille du 20e congrès, les médias d'État ont lancé une série de vidéos intitulé « Naviguer en Chine », louant les réalisations de Xi Jinping depuis le 18e congrès. Wang Xiangwei, l'ancien rédacteur en chef du South China Morning Post, a déclaré dans une interview que la partie continentale de la Chine bat son plein avec une campagne de louanges envers le secrétaire général, et que « naviguer en Chine » n'en est qu'une partie. Certains ont commenté et analysé qu'une telle propagande pourrait indiquer que Xi Jinping fait toujours face à une résistance à sa réélection en interne.

### Censure
Voice of America (VOA) estime que la Chine a souligné à plusieurs reprises la nécessité de réprimer et censurer résolument les « commentaires arbitraires sur le gouvernement central », et de nombreux sujets du 20e Congrès national sont des sujets tabous, et le public ne devrait pas en discuter publiquement ou même en privé. Les internautes chinois expriment généralement leurs opinions de manière détournée, afin de ne pas causer de problèmes vis-à-vis de leurs propos. Il existe également de nombreuses discussions et débats qui se déroulent à l'étranger.
Le 2 septembre, l'Administration centrale du cyber espace du Parti communiste a annoncé le lancement d'une campagne spéciale de trois mois de « répression des rumeurs sur Internet et des fausses informations » qui intensifie la censure, exigeant que les rumeurs et les fausses informations liées aux grandes réunions, aux événements importants et aux les annonces politiques doivent être strictement éliminées rapidement,.

## Contrôle et sécurité

### Répression sécuritaire
Radio Free Asia a rapporté qu'à la veille du 20e Congrès national du Parti communiste chinois, le ministère chinois de la Sécurité publique a annoncé le lancement des « Cent jours d'action » pour réprimer la sécurité publique cet été, avec des patrouilles de police dans divers endroits. Il est également nécessaire d'enquêter sur les risques potentiels pour la sécurité dans des domaines tels que les transports, les métros et les transports publics. À l'heure actuelle, des patrouilles armées ont été lancées à Tianjin, Wuhan, Hubei et ailleurs. La police a déclaré qu'elle « frapperait fort contre l'infiltration et la subversion » pour perturber et saboter les activités,.
En date du 15 juillet, plus de 70 000 « suspects criminels » ont été arrêtés et plus de 3 200 cas de querelles et de troubles provocants ont fait l'objet d'une enquête,.

### Mesures préventive des épidémies lors du Congrès
Les cadres du PCC ont exigé que l'ensemble du parti adhère à la « politique zéro » proposée par Xi Jinping, consolident les acquis de la prévention des épidémies et prennent des mesures concrètes pour la convocation du 20e Congrès national du Parti communiste chinois,.

## Ordre du jour

### Session d'ouverture

#### Rapport de travail
À 10h00 le 16 octobre 2022, le Premier ministre Li Keqiang a annoncé l'ouverture de la conférence. Li Keqiang a déclaré qu'un total de 2 340 des 2 379 délégués élus (2 296) et spécialement invités (83) au 20e Congrès étaient présents à la séance d'ouverture. Il a également souhaité la bienvenue aux personnalités non membres du PCC et aux autres responsables concernés qui assistent au congrès en tant que participants sans droit de vote. 
Ensuite, au nom du 19e Comité central, Xi Jinping, le secrétaire général du PCC, a présenté son rapport de travail intitulé « Porter haut levé le grand drapeau du socialisme à la chinoise et lutter ensemble pour l'édification intégrale d'un pays socialiste moderne ». Au travers de son  discours, Xi Jinping a notamment évoqué « placer les gens et les vies au-dessus de tout », signifiant la poursuite de la politique zéro Covid-19 du régime chinois.
Le dirigeant chinois a également évoqué la situation économique du pays, que le « développement de haute qualité » était la clé de l'avenir de la Chine, tandis que le parti devrait également viser à augmenter les revenus et à s'assurer que les gens sont heureux. Il a déclaré que les cinq prochaines années seront « cruciales », tandis que le pays est plongé dans manque de progression de la croissance et du PIB, à 3,2 % selon des économistes, la pire situation depuis la fin de la révolution culturelle en 1976.
Xi Jinping a souligné la nécessité de « réforme et d'ouverture » économique, soulignant également l'accroissement du rôle de l'État dans les affaires économiques et prendre de nouvelles mesures quant aux secteurs de l'immobilier, la technologie et l'éducation. Il a également souligné l'objectif de la Chine de rendre le pays plus autosuffisant, notamment dans la production alimentaire.
L'autre élément du discours de Xi Jinping est la question de Taïwan, marqué par un discours offensif traditionnel, déclarant que les « roues de l'histoire tournent vers la réunification de la Chine. La réunification complète de notre pays doit être réalisée ». Il a néanmoins cette-fois ci mis en garde les autorités taïwanaises, soulignant que « nous continuerons à lutter pour la réunification pacifique avec la plus grande sincérité et le plus grand effort, mais nous ne promettrons jamais de renoncer à l'usage de la force, et nous nous réservons la possibilité de prendre toutes les mesures nécessaires ».

### Session de clôture

#### Élection du comité central
Dans la matinée du 22 octobre 2022, la session de cloture du Congrès s'ouvre et le 20e Comité central est élu, avec une exclusion renforcée de la faction de Hu Jintao en interne du Parti. Le comité est composé de 205 membres élus.
La composition du 20e comité central représente un renforcement du pouvoir de Xi Jinping en interne du comité avec une hausse de la présence de ses alliés et un affaiblissement du nombre de membres de la faction interne de Hu Jintao, la Ligue de la jeunesse communiste. 
La nouvelle composition du comité voit notamment le départ du Premier ministre Li Keqiang et Wang Yang, deux haut représentants de la Ligue en interne, tandis que Wang Yang fut à un moment évoqué comme éventuel successeur à Li Kegiang,. Selon des sources en interne au sein du Parti pour The Straits Times, certains proches de Li Keqiang souhaitaient que celui-ci reste en fonction, malgré son souhait de partir en retraite du parti pour raisons de santé.
Les nouveaux membres sont Li Qiang, anciennement secrétaire général du parti à Shanghai, Zhao Leji qui devrait présider l’Assemblée nationale populaire, Wang Huning (67 ans), jusqu’alors responsable de l’idéologie, qui serait appelé à prendre la tête de la Conférence consultative politique du peuple chinois ; Cai Qi (66 ans), Secrétaire du Parti de la ville de Pékin qui prend la direction du Secrétariat général du Comité Central ; Ding Xuexiang (60 ans), actuel directeur du Bureau Central du Parti pour passer Vice-Premier ministre exécutif ; et Li Xi (66 ans), jusqu’alors Secrétaire de la province du Guangdong, qui devient le nouveau chef de l’anti-corruption.
La seule figure restante de la faction de la Ligue qui est nommée au Bureau politique est Hu Chunhua, pressenti pour être nommé comme futur Premier ministre mais sans pour autant rejoindre le comité permanent.
Le 20e comité central est remanié à 65 % par rapport au 19e Comité central de 2017. 

##### Disparition des femmes
Aucune femme ne figure parmi les 7 membres du Comité permanent du bureau politique du Parti communiste chinois et les 24 membres du Bureau politique du Parti communiste chinois ; traditionnellement, elles étaient présentes au poste de vice-Premier ministre chargé de la santé et de l’éducation. Dans l'échelon inférieur, le Comité central du Parti communiste chinois, les femmes sont au nombre de 11 sur un total de 205 membres, soit 5,4 %,.

##### Incident avec Hu Jintao
Lors de la cérémonie de clôture du Congrès le 22 octobre, les caméras des journalistes de l'AFP enregistrent une scène inhabituelle pour l'ancien président Hu Jintao, âgé de bientôt 80 ans. Le directeur adjoint du Comité central du parti Kong Shaoxun se rapproche de l'ancien président de la République et le prend par le bras, mais ce dernier refuse. Le directeur attrape à nouveau le prédécesseur de Xi Jinping, cette-fois ci par les aisselles, mais Hu résiste.
Il se déroule ensuite un temps de conversation entre Kong et Hu, qui se laisse finalement convaincre d'être escorté en dehors de la salle de réunion du Congrès. Lors de son départ, Hu Jintao tente de s'adresser sans succès à Xi Jinping et donne une tape amicale à l'épaule de Li Keqiang.
Lors de la scène, le président de l'Assemblée Li Zhanshu semble inquiet et tente de retenir Hu Jintao, son allié de la Ligue communiste en interne du parti, mais il se ravise rapidement après un coup sur son bras à sa droite par Wang Huning, la plume de Xi Jinping,.
Les images de la scène n'ont pas été diffusées et aucune explication n'a été rapportée par les médias d'État chinois, et Hu Jintao semble avoir été censuré sur les sites de l'internet chinois.
Certains médias étrangers évoquent la possibilité d'empêcher Hu Jintao de s'opposer aux amendements de la charte du Parti, qui consacre le rôle central de Xi Jinping au sein du parti, auquel Hu est un opposant historique,.
Les médias officiels chinois ont justifié ensuite cette scène par l’état de santé de Hu qui était arrivé à son siège, accompagné et soutenu par un assistant, et qui avait reçu des instructions de Xi lorsqu’il a fallu s’asseoir, ce qui est visible sur des vidéos plus complètes de la journée.

##### Amendement de la charte du Parti
Après cet incident, le Congrès procède au vote des amendements de la charte du Parti communiste chinois proposés par le Congrès. La charte est la « Constitution » du Parti auquel l'ensemble des adhérents doivent s'y soumettre.
Tout d'abord, la charte du parti acte le « rôle central » de Xi Jinping, et cimente ses idées en tant que principes directeurs du développement futur de la Chine. Les adhérents et dirigeants du parti ont désormais « l'obligation » de « maintenir » ce même rôle central de Xi Jinping au sein du Parti.
- L'amendement déclare que « l'établissement de la position centrale de Xi Jinping au Comité central du Parti et dans l'ensemble du Parti et l'établissement du rôle directeur de la pensée de Xi Jinping sur le socialisme à la chinoise pour une nouvelle ère ont permis au Parti de résoudre avec succès le problème aigu problèmes et défis minant sa gouvernance à long terme »[54].

- « Tous les membres du Parti doivent acquérir une compréhension profonde de la signification décisive de cette réalisation majeure, défendre plus consciencieusement la position centrale du camarade Xi Jinping au sein du Comité central du Parti et dans l'ensemble du Parti et maintenir l'autorité du Comité central et sa direction centralisée et unifiée. », indique également l'amendement[54].

- Un autre amendement appelle à « faire avancer notre esprit combatif et à renforcer notre capacité de combat », une référence à la diplomatie plus affirmée de la Chine sous Xi Jinping[54].

- Les autres amendements indiquent que les membres du parti doivent « promouvoir la modernisation à la chinoise », atteindre progressivement la « prospérité commune » et également « s'opposer et dissuader les séparatistes en quête d'indépendance de Taïwan »[53].

## Réactions et analyses
Les marchés financiers réagissent négativement, en raison de l'absence de personnalité compétente en économie telle que Liu He au sein du Comité permanent du bureau politique du Parti communiste chinois.
Les personnalités proches de Xi Jinping ou qui lui sont fidèles sont promues, même si leurs résultats ne font pas l'unanimité. C'est le cas de Li Qiang, responsable de la politique zéro-covid à Shanghai. Xi Jinping consolide ainsi son pouvoir.